# Mutan Zone
Mutan Zone es un videojuego desarrollado por Opera Soft en plena edad de oro del software español. Estuvo ambientado en el espacio profundo, tras la explosión de una supernova, en el ficticio planeta Scorpio donde han aparecido una serie de mutaciones a sus habitantes tras esa radiación. El videojuego se presentó como un arcade de acción. Se desarrolló para diferentes plataformas como ZX Spectrum, Amstrad CPC, MS-DOS, entre otras. Las versiones monocromas del juego resultaron ser de peor calidad porque el personaje se confundía en muchas ocasiones con el fondo.

## Argumento

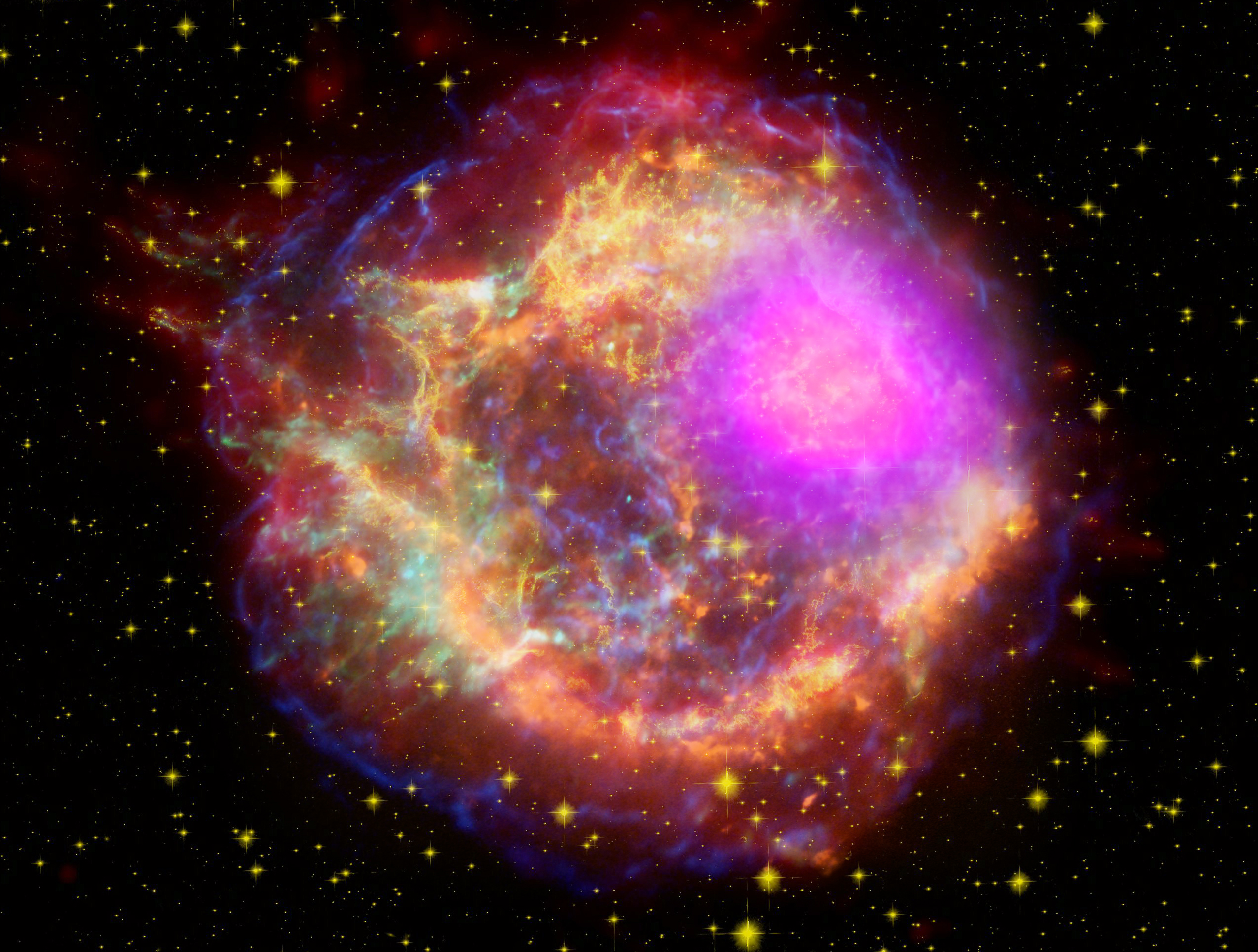
El videojuego se ambientó en el espacio profundo tras la explosión de una supernova. En la imagen, representación de una supernova.

Una supernova ha estallado cerca del planeta Scorpio, y las energías cósmicas desatadas han alterado los genes de sus habitantes y hacen peligrar su ecosistema.  Desde el planeta Tierra, se ha enviado científicos para ayudar a los seres mutantes de Scorpio e, incluso, poder erradicar su mutación, aunque la radiación ha sido tan fuerte que también les ha afectado a su comportamiento, antes pacífico. Desde la infestación, los habitantes de Scorpio se han declarado enemigos de los terrícolas. Ahora el equipo científico ha sido secuestrado y obligados a desarrollar una arma para destruir la Tierra. Desde nuestro planeta, se ha enviado a un Rainbow-Command, un guerrero espacial en misión a Scorpio para rescatar al equipo científico secuestrado y destruir sus instalaciones bélicas.

## Jugabilidad
El videojuego se presentó como un doble carga: el jugador debía completar la primera parte antes de acceder a la segunda a través de una clave de acceso.

### Primera parte
Durante la primera mitad del juego, el Rainbow-Command controlado por el jugador, se aproxima con su astronave al planeta mutante Scorpio. Tras la pantalla de carga, y antes de entrar propiamente a la acción, en la pantalla de selección el jugador puede derrocar naves enemigas para conseguir vidas extras. Una vez se agota el tiempo, la acción pasa a desarrollarse en las galerías de Scorpio donde el jugador debe atajar hordas mutantes enemigas. Para defenderse, el Rainbow puede usar una pistola de neutrinos, una maza atómica y un robot radar.

### Segunda parte
La segunda parte del videojuego se desarrolla en aero-moto con propulsión nuclear. El jugador avanza por el laberinto mientras recoge vidas extras hasta llegar a la central enemiga del planeta Scorpio. Una vez allí, el jugador debe rescatar al equipo científico.

## Desarrollo

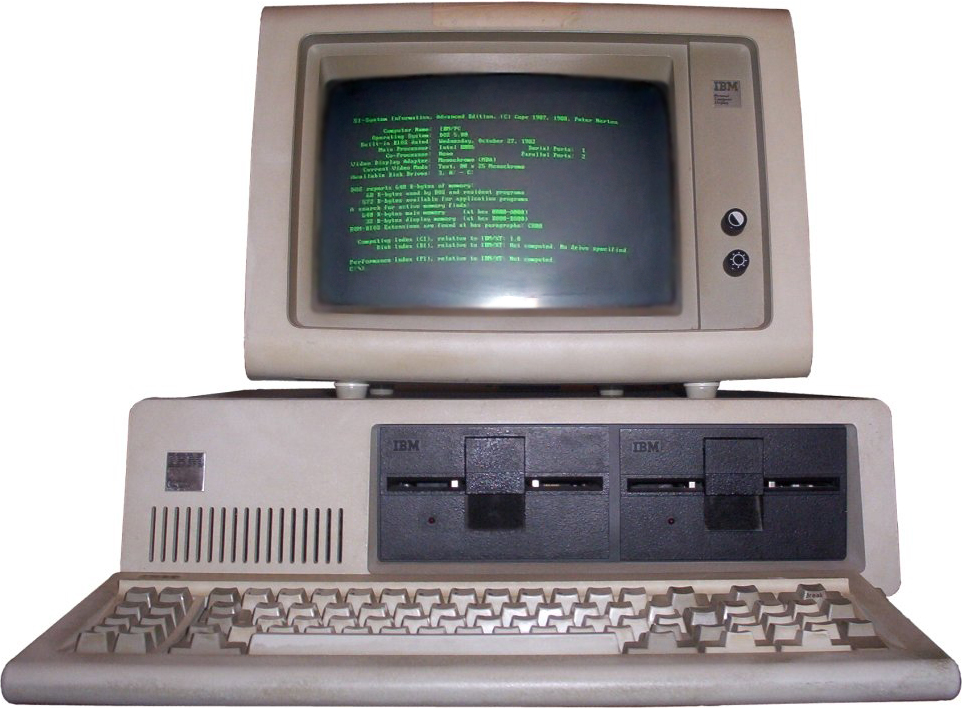
Las versiones de Mutan Zone para pantallas monocromas fueron de peor calidad. En la imagen una pantalla monocroma de un IBM.

Mutan Zone poseía unos gráficos detallistas, sobre todo en la confección de los sprites y sus cuidadas animaciones. Sin embargo, tal recarga de detalles hacía que el personaje se confundiera a menudo con el fondo. Las versiones Spectrum y MSX, por su monocromismo, aumentaban la dificultad visual. La versión para el estándar japonés tenía más color que la del de Sinclair. La versión Amstrad CPC apenas usaba cuatro colores, así se solucionaba el problema con las versiones monocromas.

## Legado
Mutan Zone fue uno de los éxitos de la compañía y apareció en un pack recopilatorio titulado «5 éxitos de Opera Soft» junto a otros títulos como Sol Negro, Ulisses, La abadía del crimen y Gonzzalezz.